# جنگ علیه خطا
جنگ علیه خطا (انگلیسی: The War on Errorism) نهمین آلبوم استودیویی گروه پانک راک نوئف‌اکس است. در ۶ مه ۲۰۰۳ از طریق فت رک شوردز منتشر شد.